# ジャンジャウィード

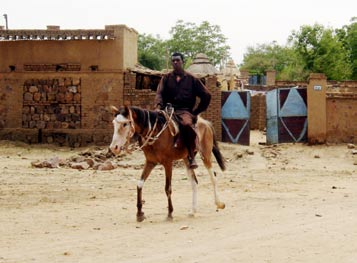
馬に乗ったジャンジャウィードの兵士

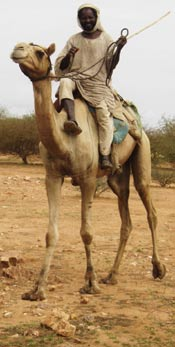
ラクダに乗ったジャンジャウィードの兵士

ジャンジャウィード（アラビア語: جنجويد、Janjaweed）は、スーダン西部ダルフール地方のアラブ人の主にバッガーラ族からなる民兵組織である。ジャンジャウィードとは「馬に乗る武装した男」という意味の現地語である。名の通り、馬やラクダに騎乗し、小部隊で機動的な活動を行う。

## 活動の概要
- 2000年代に活発になった象牙採取を目的としたアフリカゾウの密猟のうち、チャドや中央アフリカにおける組織的密猟については、ジャンジャウィードが関与した疑いがもたれている[1]。
- 2003年以降のダルフール紛争の主要な当事者であり、アラブ人が支配するスーダン政府の支援を受けて非アラブ人国民に対して民族浄化を行なっている。彼等によって殺害されたのは、2003年以降で1万人とも3万人とも言われている。
- 2005年1月、20年続いた第二次スーダン内戦の終結後は虐殺がさらに激化、1000にも及ぶ黒人の村を襲い殺戮を繰り返した。これにより犠牲者は7万人、難民は100万人を超えるに至った。
- ジャンジャウィードの襲撃により、難民は隣国へも流入するものの越境攻撃を繰り返し、多数の難民キャンプが蹂躙される結果となった。チャド政府は、自国領内でのジャンジャウィードの活動を非難している。
- スーダン政府はジャンジャウィードとの関係を否定しているが、政府軍の航空機と連携して集落を攻撃する行為が確認されている。2008年1月にはジャンジャウィードの指導者であるムーサー・ヒラール（w:Musa Hilal）を大統領特別顧問に任命した。
- 2013年に、ダルフール、南コルドファン、青ナイル州の反政府勢力との戦闘のためジャンジャウィードから即応支援部隊（RSF）が結成された[2]。スーダンの民政移管の過程でRSFのスーダン軍への統合についてスーダン政府と対立し[3]、2023年4月にはRSFとスーダン軍の全国的な軍事衝突に発展した[4]。（2023年スーダンでの戦闘）